# Rampton, Nottinghamshire
Rampton är en ort i Storbritannien.   Den ligger i grevskapet Nottinghamshire och riksdelen England, i den sydöstra delen av landet, 200 km norr om huvudstaden London. Rampton ligger 9 meter över havet och antalet invånare är 1 269.
Terrängen runt Rampton är platt. Runt Rampton är det ganska tätbefolkat, med 160 invånare per kvadratkilometer. Närmaste större samhälle är Lincoln, 19,2 km öster om Rampton. Trakten runt Rampton består till största delen av jordbruksmark.